# دره‌کوی، امیرداغ
دره‌کوی، امیرداغ (به ترکی استانبولی: Dereköy) یک منطقهٔ مسکونی در ترکیه است که در امیرداغ واقع شده‌است. دره‌کوی ۳۲۰ نفر جمعیت دارد.